# City Sushi
"City Sushi" is de zesde aflevering van het vijftiende seizoen van de geanimeerde televisieserie South Park, en de 215e aflevering van de hele serie. Deze werd voor het eerst uitgezonden in de Verenigde Staten op 1 juni 2011 op Comedy Central.

## Plot
De aflevering start met Butters die flyers uitdeelt voor het pas geopende Japanse restaurant "City Sushi". Ook Tuong Lu Kim, de eigenaar van het Chinese restaurant "City Wok", krijgt zo'n flyer in handen. Verbijsterd door het feit dat er weldra een Japans restaurant naast het zijne komt, trekt een boze Lu Kim naar de zaak en barst er een hevige ruzie los met de eigenaar, Junichi Takayama.
De politie beschuldigt Butters ervan een echte oorlog gestart te hebben en stuurt hem naar huis. Zijn moeder Linda is aangeslagen en vraagt zich af wat het probleem met haar zoon is. Vader Stephen is er zoals steeds weer van overtuigd dat het niet aan zijn opvoeding ligt; hij en Linda zijn immers perfect. De twee besluiten dat Butters mentale problemen heeft en sturen hem op therapie bij psychiater Dr. Janus. Die zegt dat hij vermoedt dat Butters aan een meervoudige persoonlijkheidsstoornis lijdt. Uiteindelijk blijkt echter dat het Janus zelf is die aan de stoornis lijdt en dat hij zonder het zelf te beseffen Butters in situaties plaatst die de jongen knettergek doen lijken.
Intussen is Lu Kim razend omdat niemand in South Park de verschillen tussen Chinezen en Japanners ziet, en hen voortdurend door elkaar haalt. Hij werkt een plan uit om van Takayama verlost te raken en vernedert hem publiekelijk tijdens een samenkomst op school, waar hij foto's van oorlogsmisdaden toont die de Japanners tegen de Chinezen begingen tijdens de Tweede Wereldoorlog, zoals het Bloedbad van Nanking. Later verontschuldigt Lu Kim zich bij Takayama en bouwt hij een "Vredestoren" tussen de twee restaurants, waarbij hij een "Aziatisch Diversiteitsfestival" wil organiseren. Zijn werkelijke plan is om Takayama van de toren te duwen om hem op die manier te vermoorden, maar het op zelfmoord te doen lijken.
Tegelijkertijd onderzoekt Butters het huis van Dr. Janus op vraag van "Billy", een van Janus' andere persoonlijkheden. Hij doet er een schokkende ontdekking: ook "Tuong Lu Kim" is zo'n persoonlijkheid van Janus; de twee zijn dus één en dezelfde persoon. Ook al is Dr. Janus blank, zijn meest dominante alter ego is de eigenaar van het Chinese restaurant, en al die jaren heeft Janus de inwoners van South Park ervan overtuigd dat hij wel degelijk "Tuong Lu Kim" is door zijn ogen toe te knijpen en met een stereotiep Chinees accent te praten. 
Butters verwittigt de politie en die arriveert net op het moment dat Lu Kim probeert om Takayama van de toren te duwen. Plots verandert Lu Kim voor de ogen van iedereen weer in Dr. Janus. Uit schaamte voor het feit dat hij een blanke man voor een Aziaat aanzag, pleegt Takayama zelfmoord door van de toren te springen. Zijn val op het dak van "City Sushi" vernielt heel het gebouw.
Omdat hij het geheim van Janus heeft ontdekt, wordt Butters door de politie als held uitgeroepen. Zijn ouders zijn bijzonder trots op hem. Ondanks de poging tot moord op Takayama en de wankelende mentale gezondheid van Janus, besluit de politie om ervoor te zorgen dat Lu Kim in de buurt blijft, aangezien hij het enige Chinese restaurant in South Park bezit. De aflevering eindigt met een parodie op de slotscène van de horrorfilm Psycho: Lu Kim zit in een cel met een deken rond hem, en wanneer er een vlieg op hem landt zegt hij dat hij zal bewijzen dat hij een goed man is die niet eens een vlieg kwaad doet, waarna plots Dr. Janus weer op zijn gezicht verschijnt, gevolgd door een laatste shot van "City Wok".